# 克拉西耶
克拉西耶（法語：Crassier）是瑞士联邦西部法语区的沃州下设的一个镇。在行政上属于尼永区管辖。克拉西耶的总面积为2.03平方公里。截至2010年底，总人口为1,118。